# Municipio de Jennings (Kansas)
El municipio de Jennings (en inglés: Jennings Township) es un municipio ubicado en el condado de Decatur en el estado estadounidense de Kansas. En el año 2010 tenía una población de 133 habitantes y una densidad poblacional de 1,43 personas por km².

## Geografía
El municipio de Jennings se encuentra ubicado en las coordenadas 39°42′7″N 100°20′49″O / 39.70194, -100.34694. Según la Oficina del Censo de los Estados Unidos, el municipio tiene una superficie total de 92.87 km², de la cual 92,56 km² corresponden a tierra firme y (0,34 %) 0,31 km² es agua.

## Demografía
Según el censo de 2010, había 133 personas residiendo en el municipio de Jennings. La densidad de población era de 1,43 hab./km². De los 133 habitantes, el municipio de Jennings estaba compuesto por el 99,25 % blancos y el 0,75 % eran de una mezcla de razas. Del total de la población el 0 % eran hispanos o latinos de cualquier raza.